# Commune mixte de la Mina
La Commune mixte de la Mina  est une ancienne commune située dans le département d'Oran, en Algérie.

## Géographie

### Situation
| Ouled Malef |                          | Commune mixte de Cassaigne |
| Perrégaux   | Commune mixte de la Mina | Commune mixte de Zemmora   |
|             | Mascara                  |                            |

### Lieux-dits, douars et hameaux
La commune mixte comprend de nombreux quartiers et villages, au total 27, qui sont :  
- El Ghomri
- Ahel Elhassiane
- Ghoufiret Sfissifa
- Ghoufiret Ouled Dani
- Bel Hacel
- Ouled Addi
- Kaiba
- Ouel Bou Ali
- Kalaa
- Sidi Saada
- Guettara
- Zgaïre
- Sehaouria
- Douiar Flittas
- Ouled Chafaa
- Ouled Sidi Brahim
- Ouled Sidi Youcef
- Ghoualis
- Guerboussa
- El Messabehia
- Mina
- Tahameda
- Ouled Bouabça
- Hassainia
- Ouled Addi
- Chelafa
- Beni Yahi

## Histoire

### Création
La commune mixte de L’Hillil est créée par arrêté gouvernemental du 23 septembre 1874. Elle prend le nom de La Mina et son chef-lieu est transféré à Clinchant par arrêté du 14 novembre 1900. Elle est supprimée par arrêté du 23 octobre 1956 

## Démographie

### Ethnographie
Au XIXe siècle, Ernest Carette, membre du Comité scientifique d'Algérie, estimait la population d'Agalak de Mina et Chlief à 26 200 personnes, dont 15 000 Berbères et 11 200 Arabes.